# You Can Dance (grupo)
You Can Dance foi um grupo de dançarinos e cantores do Rio de Janeiro, mais lembrados por serem dançarinos nos programas Xuxa Hits e Planeta Xuxa na década de 1990. Como grupo musical seus maiores sucessos são "Anjo", "Te Faço Feliz" e "Bota o Bumbum pra Dançar".

## História
Os quatro amigos se conheceram em 1984 e, em 1992 formaram o grupo profissionalmente. Após se tornarem populares foram convidados para participar do programa Xuxa Hits e posteriormente, Planeta Xuxa como dançarinos onde permaneceram até 2000. 
Em 1992 o grupo gravou sua primeira canção chamada "You Took My Love", composta pelo até então desconhecido Latino. Em 1993 gravaram "Brincar de Amar" e "Vou Te Mostrar". Em 1995 assinam contrato com a gravadora Sony Music e lançam pelo selo Columbia seu primeiro álbum.
Lançado durante o período em que o funk melody era destaque, o álbum teve como sucessos as canções "Anjo" e "Te Faço Feliz". Ele se tornaram um dos principais artistas do movimento. Esse álbum vendeu em torno de 65 mil cópias.
Apenas em 1999 o grupo a voltou a cantar lançando seu segundo álbum, então pela gravadora RGE. A única canção de sucesso foi "Bota o Bubum pra Dançar", que foi trilha sonora do filme Xuxa Requebra. Em maio de 1999 o grupo posou para a revista G Magazine.

## Discografia

### Álbuns de estúdio
| Ano  | Detalhes do álbum                                           |
| ---- | ----------------------------------------------------------- |
| 1995 | You Can Dance - Lançado: 1995 - Gravadora: Columbia Records |
| 1999 | YCD - Lançado: 1999 - Gravadora: RGE                        |

## Televisão
- 1994 - 1997 - Xuxa Hits
- 1997 - 2000 - Planeta Xuxa